# Jan de Doot

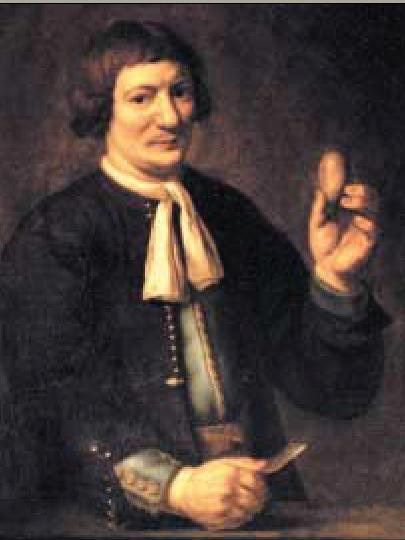
Chân dung Jan de Doot vẽ bởi Carel van Savoyen

Jan de Doot (phát âm tiếng Hà Lan: [ˈjɑn də ˈdoːt]) là chủ đề của một bức tranh từ năm 1655 của Carel van Savoyen. Nó cho thấy De Doot, một thợ rèn, cầm trong tay một con dao làm bếp và tay kia là một viên sỏi bàng quang lớn có kích thước và hình dạng của một quả trứng gà, được đặt bằng vàng.  Người thợ rèn người Hà Lan thế kỷ 17 này được cho là đã tự mình thực hiện phẫu thuật cắt bỏ thành công vào năm 1651. Bức tranh là một phần của Bộ sưu tập Chân dung của Phòng thí nghiệm Bệnh học, thuộc Đại học Leiden.
Toàn bộ quá trình tự phẫu thuật của Jan de Doot đã được ghi lại trong một cuốn sách có tên là Observationes Medicae của tác giả Nicolaes Tulp, một bác sĩ và cũng từng là Thị trưởng của Amsterdam trong thế kỷ 17. Cuốn sách được xuất bản năm 1672 liệt kê hơn 200 trường hợp y tế, bây giờ đã trở thành một tài liệu tham khảo hết sức quý giá.

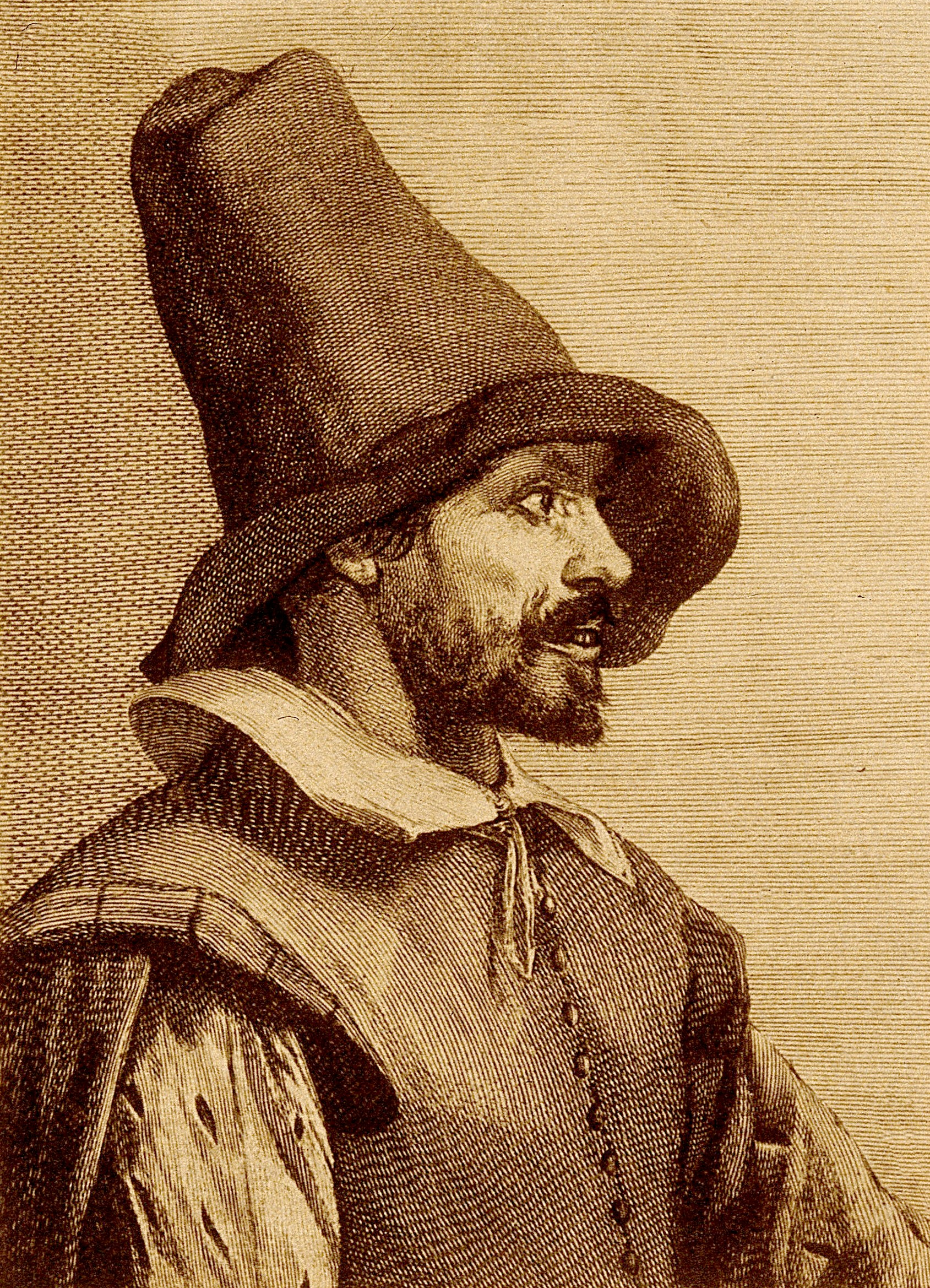
Chân dung Jan de Doot, theo Cornelis Visscher.

Doot rõ ràng phải chịu đựng nỗi đau không thể chịu đựng được gây ra bởi sỏi bàng quang. Theo ngày tháng của bức chân dung, ông đã sống sót ít nhất cho đến 5 năm sau khi cuốn sách ra mắt, nhưng tiếng Latin Lethaeus có nghĩa là "của thế giới ngầm" và tiếng Hà Lan de doot có nghĩa là "cái chết ", Cũng có thể chỉ ra rằng ông đã chết.
Murphy nghi ngờ các chi tiết của câu chuyện. Ông chỉ ra rằng De Doot trước đây đã lấy hai viên sỏi ra khỏi bàng quang. Do đó, viên sỏi có thể đã đùn qua các vết rạch trước đây vào mô dưới da, từ đó De Doot sẽ dễ dàng hơn trong việc loại bỏ nó